# Tillandsia superinsignis
Tillandsia superinsignis là một loài thuộc chi Tillandsia. Đây là loài đặc hữu của México.

## Giống
- xVrieslandsia 'Magic Wings'